# Posthole
In archeologia un posthole o post hole (lett. buca di palo) è una feature di cut (taglio) usata per tenere un legname o pietra posta in superficie. Sono di solito molto più profondi che larghi, sebbene il troncamento non possa renderlo evidente.
Benché i resti del legname da costruzione possa sopravvivere, la maggior parte dei posthole sono principalmente riconoscibili come chiazze circolari di terra più scura quando vengono osservati in pianta. Gli archeologi possono usare la loro capacità per tracciare la disposizione delle strutture precedenti, poiché le buche possono definirne gli angoli e i lati di una struttura.

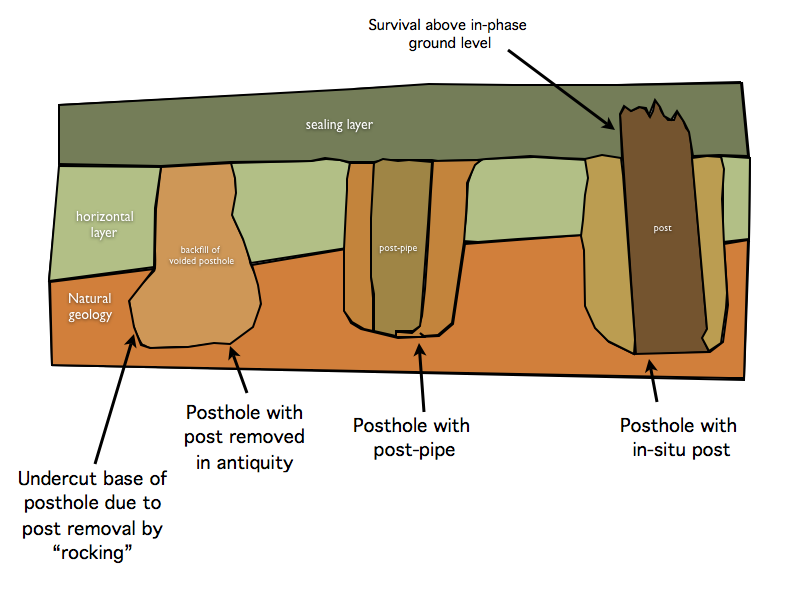
Fig 1. tipi di post hole

## Parti di un posthole
Benché sia una struttura molto semplice, una delle più basilari trovate in archeologia, l'interpretazione corretta fa assegnamento sulla capacità di spiegare le spesso sottili differenze che distinguono le parti del posthole. I componenti di un posthole archeologico sono elencate nell'ordine di creazione e, in circostanze ideali, nell'ordine inverso del loro scavo.

### Incavo
L'incavo che formava il buco a livello della superficie del suolo al tempo della costruzione. I lati del buco possono essere distorti dalla pressione successiva applicata sul palo, come nell'esempio posto a sinistra nell'immagine, o da qualche altra conseguente perturbazione. Solo lo scavo accurato sarà capace di distinguere tra l'originale profilo del taglio da ogni altra successiva distorsione.
In ogni dettagliata analisi stratigrafica, l'"incavo" deve essere distinto dalla "riempitura", che è obbligatoriamente successiva al "taglio" del fosso, anche se di minuti.

### Scavo del suolo
Il suolo scavato dal buco, di solito forma un mucchio vicino al buco stesso pronto per essere utilizzato come materiale di riempimento. La sequenza ideale sarà che il suolo scavato avrà materiale scavato attraverso il primo fino all'ultimo "strato" del mucchio di materiale che va dal più profondo al più superficiale. In situazioni ottimali la localizzazione del suolo scavato può essere rilevata adiacente ai posthole riempiti, specialmente dove il sottosuolo differisce marcatamente dalla superficie del materiale.

### Palo
Normalmente è un'asse di legno rotonda o quadrata posta nel buco. Talvolta può essere posizionata una pietra nel buco sotto il palo onde prevenirne l'affondamento nel soffice suolo oppure bastoni e pietre per tenere il palo correttamente allineato fino al completo riempimento. Molte culture carbonizzavano (superficialmente) i loro pali per diminuire il tasso di deterioramento in situ. Questo viene talvolta confuso con la bruciatura in situ. Ai giorni nostri, i pali possono essere impregnati di creosoto o altre sostanze che inibiscono il deterioramento del legno o per prevenire le termiti.
Il palo può sopravvivere come un elemento o subire deterioramento (un postpipe) o rimozione. Anche se deteriorato ci sarebbe una scura colorazione organica che combacia con le dimensioni originali e il volume del palo.

### Riempitura
Il suolo scavato ritorna nel buco una volta che il palo è posizionato. Qualche volta le necessità strutturali richiedono che il buco sia anche "tamponato" con pietre o bastoncini (sticks) onde tenere il palo nella posizione desiderata. Idealmente il materiale tirato fuori ritorna nel fosso nel suo ordine stratigrafico originale, ma inevitabilmente mescolato in modo che gli strati del terreno e quelli del posthole diventano distinguibili. Logicamente non tutto il materiale contenuto nel buco si potrà riutilizzare, una volta che il palo viene ubicato, così il suolo che resta può essere lasciato ammucchiato o disseminato.

### Terriccio del palo
Il termine indica il deterioramento della sezione sepolta del palo che resta in situ. Alcuni archeologi preferiscono ~pipe dove esso è prevalentemente ancora materiale organico e ~mould dove questo è stato rimpiazzato da sedimenti.

### Vuoto del palo
Il vuoto che resta dove il pipe è stato rimosso. Questo può essere scoperto come una cavità, sebbene raramente, ma di solito ci si trova davanti a una combinazione di ammassi di riempiture di posthole e depositi non dilavati che riempiono la posizione del palo, di solito definito post mould.

### Posthole
Questo è il termine generico per la complessiva evidenza archeologica contenuta dentro l'incavo, particolarmente quando visto in pianta, incluso ogni manufatto che sia stato introdotto durante la sequenza di scavo e riempimento.

## Interpretazione dei posthole
I posthole sono diversi dagli stake hole nei quali l'incavo è scavato per il palo (post) piuttosto che creato per piantarvi il palo (stake). Questo significa che c'è un po' di spazio svuotato che è stato riempito una volta che il palo viene impiantato. Questo materiale è, per modo di dire, il tamponamento del palo ed è una delle principali caratteristiche che differenziano i posthole dagli stake holes nella pianta. La forma e la struttura dei contesti dentro un posthole possono anche fare luce sulle attività del passato. Se un palo (post) fosse di proposito rimosso, allora l'azione dell'oscillazione prodotta tira fuori l'evidenza rivelatrice nel profilo del posthole che gli archeologisti possono riconoscere. Un post può imputridirsi sul posto lasciando un postpipe oppure sopravvivere (vedi la sezione nella fig. 1). Gli Archeologi possono usare la loro capacità per tracciare la disposizione di strutture precedenti poiché i buchi possono definirne gli angoli e i lati. I posthole possono anche essere scavati su degli allineamenti di fossati colmi di materiale di riempimento che furono confini migliorati: da semplici recinti di fossato a recinti strutturali.

### Errori di interpretazione del posthole
La relativa frequenza di posthole come una feature, nella maggior parte dei periodi, combinata con una carenza di buona informazione sulla fase dei posthole, spesso manifestata sul sito a causa del troncamento orizzontale o per un fallimento nel localizzare i posthole al livello originario nel quale essi furono incavati, conducono a un'accozzaglia di posthole che danno luogo a interpretazioni fantasiose. La mente umana sembra abbastanza capace di creare modelli e la tentazione di vedere strutture anche laddove non ci sono oppure laddove le evidenze sono del tutto insignificanti è spesso abbastanza forte. Viene considerata buona pratica quella che sostiene l'evidenza attinta dalle fonti multiple sul sito come gli allineamenti delle strutture percepite tramite altre feature in situ che sarebbero prese in considerazione prima di ogni forzata interpretazione, concepita come se i posthole non avessero alcuna relazione stratigrafica l'un l'altro, invece di correlarli fra loro.